# Segunda División Peruana 1920
La Segunda División Peruana 1920, denominada como «IX Campeonato de Segunda División de la Liga Peruana de Football 1920», fue la 9.ª edición de la Segunda División del Perú y la 9.ª edición realizada por la ADFP.  El Unión Barranco y el Unión Miraflores N°1, logran el campeonato y el subcampeonato respectivamente. 
Los clubes Sport Juan Bielovucic, Sport Vitarte, Atlético Peruano N°1, Sport Calavera, Alianza Chorrillos, Nacional Juan Leguía, Teniente Ruiz y el Association F.B.C., no participaron de la Primera División 1920, por lo tanto, tuvieron a afiliarse a la segunda división. Se autorizó cuatro ascensos a la  máxima división de 1921.
Los equipos que lograron el ascenso fueron el Unión Barranco, Unión Miraflores N°1, Juan Bielovucic N°1 y la Escuela de Artes y Oficios. No obstante, Unión Miraflores N°1 y Escuela de Artes y Oficios no participaron en la Primera División de 1921.

## Equipos participantes
- Unión Barranco - Campeón, Asciende a 1.ª División de 1921
- Unión Miraflores N°1 - Subcampeón, Asciende a 1.ª División de 1921
- Juan Bielovucic N°1 - Asciende a 1.ª División de 1921
- Escuela de Artes y Oficios - Asciende a 1.ª Division de 1921
- Carlos Tenaud Nº 1 Lima
- Sportivo Lima
- Teniente Ruiz
- Association F.B.C.
- Carlos Tenaud Nº 2 Lima
- Nacional Juan Leguía de Lima
- Unión Miraflores N°2 Miraflores
- Sportivo Fry N°2 Lima
- Sportivo Tarapacá
- Atlético Peruano N°1
- Fraternal Barranco
- Sporting Fry N°1 Miraflores
- Sportivo Perú
- Sport Calavera
- Sport Alianza N°2 La Victoria
- Alianza Chorrillos
- Juventud San Ildefonso Lima
- Sport Zela Lima
- Sport Vitarte
- Sport Victoria Lima - pierde la categoría
- Atlético General Eduardo Ruiz de Lima
- Atlético Peruano N° 2 Rimac - pierde la categoría
- Unión Lima -pierde la categoría
- Sport Inca N° 2 Rimac -pierde la categoría
- Unión Perú -pierde la categoría
- Juan Bielovucic N°2 - pierde la categoría

| Predecesora: 1919 | Segunda División del Perú 1920 | Sucesora: 1921 |